# Championnat d'Italie de football de deuxième division 1973-1974
Navigation
Édition précédente Édition suivante
La saison 1973-1974 de Serie B, organisée par la Lega Calcio pour la vingt-huitième fois, est la 42e édition du championnat de deuxième division en Italie. Les trois premiers sont promus directement en Serie A et les trois derniers sont relégués en Serie C.
À l'issue de la saison, Varèse termine à la première place et monte en Serie A 1974-1975 (1re division), accompagné par le vice-champion, Ascoli  et le troisième Ternana.

## Compétition
La victoire est à deux points, un match nul à 1 point.
En cas d'égalité dans la zone de relégation, c'est la différence de buts qui prime. En cas d'égalité de points pour une place de promotion les barrages sont maintenus.

### Classement
| Rang | Équipe             | Pts | J  | G  | N  | P  | Bp | Bc | Diff |
| ---- | ------------------ | --- | -- | -- | -- | -- | -- | -- | ---- |
| 1    | Varese FC          | 51  | 38 | 18 | 15 | 5  | 51 | 28 | +23  |
| 2    | Ascoli Calcio 1898 | 51  | 38 | 16 | 19 | 3  | 41 | 22 | +19  |
| 3    | Ternana R          | 49  | 38 | 18 | 14 | 6  | 46 | 20 | +26  |
| 4    | Côme Calcio 1907   | 46  | 38 | 15 | 16 | 7  | 37 | 27 | +10  |
| 5    | Parma P            | 39  | 38 | 10 | 19 | 9  | 39 | 32 | +7   |
| 6    | Tarente Sport      | 39  | 38 | 11 | 17 | 10 | 27 | 26 | +1   |
| 7    | Palermo R          | 39  | 38 | 9  | 21 | 8  | 35 | 42 | -7   |
| 8    | Novara Calcio      | 38  | 38 | 12 | 14 | 12 | 33 | 34 | -1   |
| 9    | S.P.A.L. P         | 38  | 38 | 11 | 16 | 11 | 29 | 32 | -3   |
| 10   | AC Arezzo          | 37  | 38 | 12 | 13 | 13 | 42 | 41 | +1   |
| 11   | Atalanta Bergamo R | 36  | 38 | 11 | 14 | 13 | 24 | 24 | 0    |
| 12   | Brescia            | 36  | 38 | 10 | 16 | 12 | 35 | 36 | -1   |
| 13   | Avellino P         | 35  | 38 | 11 | 13 | 14 | 34 | 39 | -5   |
| 14   | US Catanzaro       | 35  | 38 | 11 | 13 | 14 | 31 | 37 | -6   |
| 15   | Perugia            | 34  | 38 | 10 | 14 | 14 | 30 | 31 | -1   |
| 16   | Reggiana AC        | 34  | 38 | 9  | 16 | 13 | 30 | 37 | -7   |
| 17   | Football Brindisi  | 34  | 38 | 8  | 18 | 12 | 27 | 37 | -10  |
| 18   | Reggina Calcio     | 34  | 38 | 10 | 14 | 14 | 20 | 34 | -14  |
| 19   | AS Bari            | 28  | 38 | 9  | 10 | 19 | 12 | 26 | -14  |
| 20   | Calcio Catania     | 26  | 38 | 5  | 16 | 17 | 21 | 39 | -18  |

|  | Promotion en Serie A                        |
|  | Relégation en Serie C                       |
|  | P : Promu de Serie C R : Relégué de Serie A |